# 山部伸敏
山部 伸敏（やまべ のぶとし、1969年4月4日 - ）は、熊本県出身の、日本の柔道選手である。階級は65kg級。身長167cm。

## 経歴
柔道は小学校1年の時に始めた。一の宮中学3年の時に全国中学校柔道大会55kg級で3位になった。
鎮西高校から鹿屋体育大学へ進むと、1年の時には正力杯66kg級で3位に入った。2年の時には正力杯で3位だったが、正力国際では決勝まで進むもソ連のグラム・モデバーゼに敗れて2位だった。3年の時には正力国際の決勝で筑波大学3年の大幡悦雄に判定で敗れるも、団体戦では優勝した。4年の時には正力国際の個人戦で3位だったが、団体戦では再び優勝を飾った。
1992年に鹿屋体育大学の大学院へ進むと、体重別では3年連続3位になった。1994年に自衛隊体育学校の所属となると、講道館杯では3回連続して3位となった。
その後引退して自衛隊の幹部候補生になるが、大学時代の恩師である山梨学院大学柔道部の指導者になっていた西田孝宏に誘われて、2000年から山梨学院大学で男子柔道部のコーチ及び女子柔道部の監督に就いた。自分の考えを押し付けない一方で、引けない部分はきっちり指導するように心がけているという。熱血漢でも知られるが、教え子の出口クリスタや月野珠里によれば、その指導は感情的にならず理路整然とした指示を与えるものだという。2017年までに優勝大会では4連覇を含めて女子最多の8度、体重別団体でも2度の優勝を果たした(2014年と2017年には団体2冠を達成した)。またこれまでに、48kg級で世界選手権2連覇を果たした浅見八瑠奈やリオデジャネイロオリンピック78kg超級銅メダリストの山部佳苗などを指導した。

## 戦績
- 1984年 -　全国中学校柔道大会　3位(55kg級)
- 1988年 -　正力杯　3位
- 1989年 -　正力杯　3位
- 1990年 -　正力国際 個人戦　2位
- 1991年 -　正力国際　個人戦　2位　団体戦　優勝
- 1992年 -　正力国際　個人戦　3位　団体戦　優勝
- 1993年 -　イタリア国際　2位
- 1993年 -　体重別　3位
- 1994年 -　講道館杯 3位
- 1994年 -　体重別　3位
- 1994年 -　スペイン国際　優勝
- 1994年 -　講道館杯 3位
- 1995年 -　体重別　3位
- 1995年 -　講道館杯 3位

(出典、JudoInside.com)。